# Carlos Castaño Panadero
Carlos Castaño Panadero (Madrid, 7 de maig 1979) és un ciclista espanyol, ja retirat, guanyador d'una medalla olímpica.

## Carrera esportiva
Especialista en ciclisme en pista, va participar, als 25 anys, en els Jocs Olímpics d'Estiu de 2004 realitzats a Atenes (Grècia), on va aconseguir guanyar la medalla de bronze en la prova de persecució per equips al costat de Sergi Escobar, Asier Maeztu i Carlos Torrent. En aquests mateixos Jocs també va participar en la prova de persecució individual, en la qual va finalitzar dotzè.
Al llarg de la seva carrera ha guanyat una medalla de bronze en el Campionat del Món de ciclisme en pista en Persecució per equips.
En ciclisme en ruta aconseguí guanyar diferents etapes entre elles una a la Volta a Catalunya de 2006.
Es retirà el 2010 després de nou mesos lluitant per una lesió a l'esquena. Entre el 2010 i 2014 fou entrenador a la Federació Madrilenya de ciclisme.

## Palmarès en pista
- 2004
  -  Medalla de bronze als Jocs Olímpics d'Atenes en persecució per equips amb Asier Maeztu, Sergi Escobar Roure i Carles Torrent
  -  Medalla de bronze als Campionat del món de persecució per equips amb Asier Maeztu, Sergi Escobar Roure i Carles Torrent
  -  Campió d'Espanya de puntuació
- 2005
  -  Campió d'Espanya de persecució

## Palmarès en ruta
- 2002
  - 1r a la Volta a la Comunitat de Madrid
  - Vencedor de 2 etapes a la Volta a Navarra
  - Vencedor d'una etapa a la Volta a Galícia
- 2004
  - 1r a l'Aiztondo Klasica
- 2005
  - Vencedor de 2 etapes a la Volta a Burgos
- 2006
  - Vencedor d'una etapa de la Volta a Catalunya

### Resultats a la Volta a Espanya
- 2007. No surt (14a etapa)
- 2008. 38è de la classificació general.